# Căianu
Căianu (Hongaars: Magyarkályán) is een gemeente in Cluj. Căianu ligt in de regio Transsylvanië, in het westen van Roemenië. Volgens de volkstelling van 2002 maakten de Roemenen 60,03% van de bevolking uit, gevolgd door de Hongaren met 38,09% en de Roma met 1,86%.
De gemeente maakt onderdeel uit van de etnische regio Mezöség (Zevenburgse Vlakte).
Het dorp Vaida-Cămăraş / Vajdakamarás had in 2011 een Hongaarse meerderheid. Van de 811 inwoners waren er 716 Hongaars.
Steden met gemeentestatus: Cluj-Napoca · Turda · Câmpia Turzii · Dej · Gherla

Stad zonder gemeentestatus: Huedin

Gemeenten: Aghireșu · Aiton · Aluniș · Apahida · Așchileu Mare · Baciu · Băișoara · Beliș · Bobâlna · Bonțida · Borșa · Buza · Căianu · Călățele · Cămărașu · Căpușu Mare · Cășeiu · Cătina · Câțcău · Ceanu Mare · Chinteni · Chiuiești · Ciucea · Ciurila · Cojocna · Cornești · Cuzdrioara · Dăbâca · Feleacu · Fizeșu Gherlii · Florești · Frata · Gârbău · Geaca · Gilău · Iara · Iclod · Izvoru Crișului · Jichișu de Jos · Jucu · Luna · Măguri-Răcătău · Mănăstireni · Mărgău · Mărișel · Mica · Mihai Viteazu · Mintiu Gherlii · Mociu · Moldovenești · Negreni · Pălatca · Panticeu · Petreștii de Jos · Ploscoș · Poieni · Râșca · Recea-Cristur · Săcuieu · Săndulești · Săvădisla · Sânncraiu · Sânmartin · Sânpaul · Someșeni · Sic · Suatu · Tritenii de Jos · Tureni · Țaga · Unguraș · Vad · Valea Ierii · Viișoara · Vultureni